# Kirsten Eickhoff-Weber

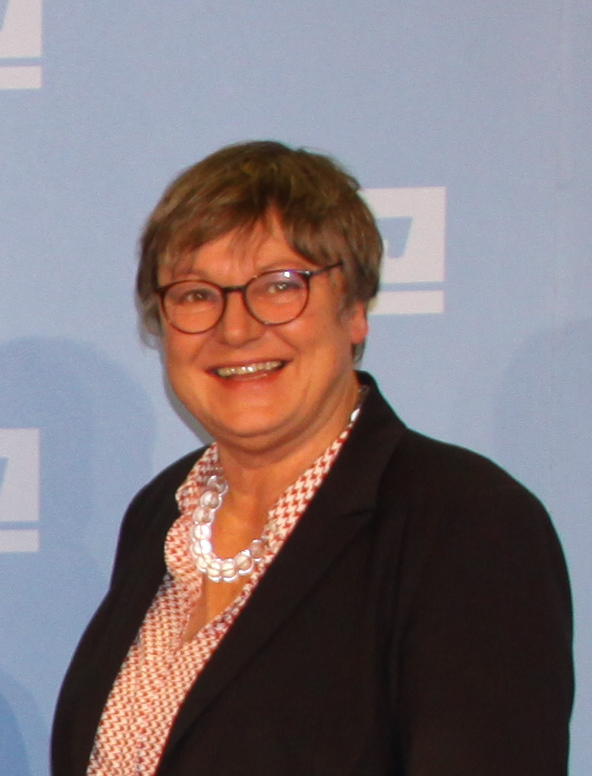
Kirsten Eickhoff-Weber (2021)

Kirsten Eickhoff-Weber (* 18. September 1960 in Dinslaken als Kirsten Eickhoff) ist eine deutsche Politikerin (SPD). Sie war von 2012 bis 2022 gewählte Abgeordnete im Landtag von Schleswig-Holstein sowie von 2017 bis 2022 dessen Vizepräsidentin.

## Leben, Beruf und Ehrenamt
Nach dem Abitur am Gymnasium in Voerde 1979 studierte sie Landespflege an der Leibniz Universität Hannover und machte 1987 ihren Abschluss als Diplomingenieurin. Anschließend arbeitete sie für ein Jahr als Angestellte bei einem freien Garten- und Landschaftsarchitekten, bevor sie 1988 in die Verwaltung der kreisfreien Stadt Neumünster eintrat. Von 1988 bis 1992 war sie dort Leiterin der Unteren Naturschutzbehörde und hatte die stellvertretende Leitung des Amtes für Natur und Umwelt inne. Nach ihrer Elternzeit war sie von 1998 bis 2002 in der Stadtplanung und von 2002 bis 2009 in den Bereichen Stadtentwicklung und Tourismus der Verwaltung der Stadt tätig. 2009 übernahm sie die Leitung der Abteilung Grünflächen, welche sie bis zu ihrem Einzug in den Landtag 2012 ausübte.
Eickhoff-Weber gehört der SPD seit 1983 an und ist seit 1988 Mitglied im Ortsvereinsvorstand Neumünster-West. Seit 2013 ist sie zudem Vorsitzende des SPD-Kreisverbandes Neumünster und Beisitzerin im SPD-Landesvorstand. Sie ist Mitbegründerin des Agrarnetzwerks der SPD.
Von 2005 bis 2010 war sie Mitglied im Vorstand der Arbeiterwohlfahrt (AWO) Neumünster und von 2007 bis 2011 Mitglied im Vorstand der AWO Schleswig-Holstein und Mitglied im Bundesausschuss dieser Organisation.
Eickhoff-Weber ist Mitglied im Vorstand der Akademie für die Ländlichen Räume S-H.
Sie ist evangelisch und hat zwei Söhne.

## Politische Wahlämter
Bei der Landtagswahl in Schleswig-Holstein 2012 trat sie erstmals an und konnte mit 39,6 % das Direktmandat im Landtagswahlkreis Neumünster holen. Sie war Mitglied im Umwelt- und Agrarausschuss des Landtages und Sprecherin der SPD-Landtagsfraktion für Agrarpolitik und ländliche Räume, Landesplanung und Demografischen Wandel sowie für Breitbandausbau, Landesentwicklung und Fachkräftesicherung. Weiterhin war sie Mitglied im Landesplanungsrat. Ab dem 4. November 2014 war sie stellvertretende Vorsitzende der SPD-Landtagsfraktion.
Bei der Landtagswahl in Schleswig-Holstein 2017 trat Eickhoff-Weber erneut für ihren Heimatwahlkreis an und unterlag mit erzielten 34,9 % nur knapp Wolf-Rüdiger Fehrs (CDU), der sich das Direktmandat für den Landtagswahlkreis Neumünster sicherte.
Eickhoff-Weber zog anschließend über die Landesliste der Partei (Landesliste Platz 14) in den 18. Landtag ein.
Von Juni 2017 bis Juni 2022 war Eickhoff-Weber erste Landtagsvizepräsidentin. Des Weiteren war Eickhoff-Weber Mitglied im Umwelt- und Agrarausschuss.
Bei der Landtagswahl 2022 verfehlte sie den Wiedereinzug in den Landtag.